# Euxoa alticola
Euxoa alticola là một loài bướm đêm trong họ Noctuidae.